# Cantone di Drôme des collines
Il Cantone di Drôme des collines è una divisione amministrativa dell'arrondissement di Valence.
È stato costituito a seguito della riforma approvata con decreto del 20 febbraio 2014, che ha avuto attuazione dopo le elezioni dipartimentali del 2015.

## Composizione
Comprende i seguenti 33 comuni:
- Arthémonay
- Bathernay
- Bren
- Le Chalon
- Charmes-sur-l'Herbasse
- Châteauneuf-de-Galaure
- Chavannes
- Crépol
- Épinouze
- Geyssans
- Le Grand-Serre
- Hauterives
- Lapeyrouse-Mornay
- Lens-Lestang
- Manthes
- Margès
- Marsaz
- Miribel
- Montchenu
- Montmiral
- Montrigaud
- Moras-en-Valloire
- Parnans
- Ratières
- Saint-Avit
- Saint-Bonnet-de-Valclérieux
- Saint-Christophe-et-le-Laris
- Saint-Donat-sur-l'Herbasse
- Saint-Laurent-d'Onay
- Saint-Martin-d'Août
- Saint-Michel-sur-Savasse
- Saint-Sorlin-en-Valloire
- Tersanne